# Stichting Trans Europ Express
De Stichting Trans Europ Express is opgericht in februari 2025 met het doel het in Nederland bewaard gebleven Nederlands-Zwitsers TEE-treinstel te behouden en te restaureren.
Dit treinstel stond sinds 2021 bij het Nederlands Transport Museum te Nieuw-Vennep. Door de sluiting van dit museum in 2023 was er de noodzaak een nieuwe locatie te vinden voor dit treinstel. Hiertoe werd het TEE-team van het museum verzelfstandigd en richtte de Stichting Trans Europ Express op.
In mei 2025 nam deze stichting de vijf TEE-rijtuigen officieel over en in juni 2025 werden deze per vrachtauto overgebracht naar Leek (Groningen), waar verder gewerkt kan worden aan de restauratie van de trein. Net als de vorige eigenaren heeft ook de Stichting Trans Europ Express het plan een treinstel in rijvaardige staat te herstellen.